# Belgische Badmintonmeisterschaft 2020
Die Belgische Badmintonmeisterschaft 2020 fand vom 1. bis zum 2. Februar 2020 in Houthalen-Helchteren statt.

## Medaillengewinner
| Disziplin    | Gold                                  | Silber                           | Bronze                             |
| ------------ | ------------------------------------- | -------------------------------- | ---------------------------------- |
| Herreneinzel | Marijn Put                            | Elias Bracke                     | Yaro van Delsen                    |
| Herreneinzel | Marijn Put                            | Elias Bracke                     | Julien Carraggi                    |
| Dameneinzel  | Lianne Tan                            | Clara Lassaux                    | Lisa Demeyere                      |
| Dameneinzel  | Lianne Tan                            | Clara Lassaux                    | Flore Vandenhoucke                 |
| Herrendoppel | Jordy van der Sypt Tim van Herbruggen | Dylan Rosius Jona van Nieuwkerke | Lawrence de Pauw Stijn Lenaerts    |
| Herrendoppel | Jordy van der Sypt Tim van Herbruggen | Dylan Rosius Jona van Nieuwkerke | Freek Golinski Marijn Put          |
| Damendoppel  | Lise Jaques Flore Vandenhoucke        | Lisa Demeyere Marie Demeyere     | Siebelijn de Sutter Lien Lammertyn |
| Damendoppel  | Lise Jaques Flore Vandenhoucke        | Lisa Demeyere Marie Demeyere     | Ann Knaepen Manon Vervaeke         |
| Mixed        | Jona van Nieuwkerke Lise Jaques       | Lawrence de Pauw Ann Knaepen     | Stijn Lenaerts Tina van Buyten     |
| Mixed        | Jona van Nieuwkerke Lise Jaques       | Lawrence de Pauw Ann Knaepen     | Matijs Dierickx Flore Vandenhoucke |